# Orquestra de la Societat Gironina de Concerts
L'Orquestra de la Societat Gironina de Concerts va ser fundada l'any 1916. Va ser un projecte de la Societat Athenea, que va ser una entitat per al foment de l'art i la cultura que un grup d'intel·lectuals gironins van crear a començaments de 1913.

## Història
La Societat Athenea fou una entitat per al foment de l'art i la cultura que un grup d'intel·lectuals gironins, encapçalats per R. Masó i Xavier Montsalvatge van fundar a començaments de 1913. Entre aquests intel·lectuals hi trobem també Miquel de Palol, Carles Rahola, Joaquim Pla i Laureà Dalmau. La majoria de les seves activitats tenien lloc en una antiga nau industrial rehabilitada, amb una sala amb petit escenari, pensada per a exposicions, concerts, lectures i conferències.
L'Orquestra de la Societat Gironina de Concerts va ser la primera orquestra simfònica que es va crear formalment a la ciutat de Girona, el 1916, sota la direcció del mestre Antoni Juncà, i la formaven uns 40 components:
- Violí concertino: Joaquim Vidal.
- Primers violins: T. Mollera, E. Figueras, J. Rué, Rafael Serra, P. Romaguera, J. M. Carbonell i J. Baró.
- Segons violins: J. Juanola, J. M. Jaumeandreu, R. Pujol, N. Clà, P. Carbonell, J. Pla i Ferran Prunell.
- Violes: J. Serra Oliva, J. Saló i J. Clà.
- Violoncels: Tomàs Sobrequés, J. M. Serra i Sants Sagrera.
- Contrabaixos: Pau Orri, S. Saló i Joan Roig.
- Flautí: Sebastià Orri.
- Flautes: Enric Oliva i P. Veiga.
- Oboè: Marià Massalleras (de Portbou).
- Clarinets: Lluís Cuadros i J. Baró.
- Trompes: J. Gibert i P. Costey.
- Trompetes: C. Ayala, J. Garcia i Jaume Saló.
- Trombons: J. March i T. Caballé.
- Fiscorn: J. March Pla.
- Tuba: J. Garrido.
- Tímpani: J. Mainou.
- Percussió: F. Marcelino.